# Lijst van koningen van Spanje
Dit is een lijst van Spaanse monarchen, heersers van het land Spanje in de moderne zin van het woord. De voorlopers van de monarchen van de Spaanse troon waren de volgende:
- de koningen van Asturië
- de koningen van Aragón
- de koningen van Castilië
- de koningen van Galicië
- de koningen van León
- de koningen van Majorca
- de koningen van Navarra
- de koningen van Valencia

Vanaf de jaren 00 in de 16e eeuw stonden de Kroon van Castilië en de Kroon van Aragon, die samen meer dan 90% van het huidige Spanje bedekten, de facto onder dezelfde heerser. Deze twee 'Kronen' waren twee unies van gebieden die dezelfde heerser hadden, maar met afzonderlijke titels geregeerd werden. Zo was de koning van Aragon bijvoorbeeld ook de koning van Sardinië en de koning van Napels.
De samensmelting van Castilië en Aragon was het gevolg van huwelijkspolitiek. In de periode van 1474 tot 1504 stond Castilië onder het gezag van koningin Isabella, die suo jure (met haar eigen recht) regeerde, en koning Ferdinand II, die jure uxoris (via het recht van zijn vrouw) regeerde. Ferdinand werd na het overlijden van zijn vader in 1479 ook de koning van Aragon. Het woord 'España' (Spanje) begon men te gebruiken voor het geheel van de twee koninkrijken. Het woord is afgeleid van de Latijnse naam 'Hispania', die voor het Iberische Schiereiland werd gebruikt.
Bij het overlijden van Isabella in 1504 werd Johanna, de oudste levende dochter van het echtpaar, officieel de regerende koningin van Castilië en werd haar echtgenoot jure uxoris de koning. Desondanks wist koning Ferdinand uiteindelijk de macht in handen te krijgen, zodat hij opnieuw over zowel Castilië als Aragon heerste en dit keer zonder co-heerser bij Castilië.

## Koninkrijk Spanje (1479/1509-1873)

### Huis Trastamara (1479-1555)
Vanaf 1474 regeerden Ferdinand en Isabella I over Castilië als koning en koningin. Vanaf 1479 regeerde Ferdinand tevens over Aragon. Toen Ferdinand rond 1508 opnieuw ging heersen over Castilië - dit keer zonder co-heerser - waren Aragon en Castilië definitief verenigd onder dezelfde feitelijke machthebber.
| Monarch | Monarch                                                    | Regeringsperiode                                               | Opmerkingen |
| ------- | ---------------------------------------------------------- | -------------------------------------------------------------- | --- |
|         | Isabella I van Castilië De Katholieke (1451-1504) Isabel I | 1474-1504 (Castilië)                                           | Regeerde suo iure (met haar eigen recht), terwijl haar echtgenoot Ferdinand iure uxoris (via het recht van zijn vrouw) regeerde. |
|         | Ferdinand II van Aragon (1452-1516) Fernando II            | 1479-1516 (Aragon) 1474-1504 (iure uxoris koning van Castilië) | Was getrouwd met Isabella I en regeerde iure uxoris over Castilië (via het recht van zijn vrouw). Vanaf 1479 regeerde hij ook over Aragon, na het overlijden van zijn vader. Vanaf 1507, 1508 of 1509 regeerde hij over Castilië als regent van zijn dochter, Johanna, die krankzinnig was verklaard. Daarmee waren Castilië en Aragon definitief verenigd onder dezelfde heerser.                                                                  |
|         | Johanna van Castilië De Waanzinnige (1479-1555) Juana I    | 1504-1555 (Castilië)                                           | Kwam in 1506 in Castilië aan, samen met haar echtgenoot Filips de Schone, die iure uxoris (via het recht van zijn vrouw) koning van Castilië was. Filips overleed vijf maanden later. Zijzelf werd krankzinnig verklaard en stond vanaf 1507, 1508 of 1509 onder het regentschap van haar vader, Ferdinand II, en vanaf 1516 onder het regentschap van haar zoon, Karel V. Ze moest vanaf 1509 verplicht verblijven in een klooster in Tordesillas. |

### Huis Habsburg (1504-1700)
| Monarch | Monarch                                       | Regeringsperiode                            | Opmerkingen |
| ------- | --------------------------------------------- | ------------------------------------------- | --- |
|         | Filips I De Schone (1478-1506) Felipe I       | 1504-1506 (iure uxoris koning van Castilië) | Was getrouwd met Johanna van Castilië en was na het overlijden van zijn schoonmoeder iure uxoris (via het recht van zijn vrouw) koning van Castilië. Hij kwam in 1506 in Castilië aan, maar overleed vijf maanden later.                                                           |
|         | Karel I (1500-1558) Carlos I                  | 1516-1556                                   | Hij was als Karel V, keizer van het Heilige Roomse Rijk. Na het overlijden van zijn grootvader Ferdinand II werd hij koning van Aragon en werd hij de nieuwe regent van zijn moeder, Johanna, die krankzinnig was verklaard en officieel koningin van Castilië was.                |
|         | Filips II (1527-1598) Felipe II               | 1556-1598                                   | Was getrouwd met de Engelse koningin Maria I. Vocht tegen de Nederlanden in de Tachtigjarige Oorlog |
|         | Filips III (1578-1621) Felipe III             | 1598-1621                                   | Vader van Anna van Oostenrijk, en grootvader van koning Lodewijk XIV van Frankrijk. |
|         | Filips IV (1605-1665) Felipe IV               | 1621-1665                                   | Vader van de Franse koningin Maria Theresia, en daardoor schoonvader van Lodewijk XIV. |
|         | Maria Anna van Oostenrijk (1634-1696) Mariana | 1665-1675                                   | Maria Anna was de tweede vrouw van koning Filips IV van Castilië. Zelf regeerde zij Spanje als koningin-regentes voor haar minderjarige zoon, Carlos II. Ze bleef Spanje tot aan haar dood in 1696 regeren. Alleen van 1678 tot 1679 was Juan II van Oostenrijk regent van Spanje. |
|         | Karel II (1661-1700) Carlos II                | 1665-1700                                   | Trouwde twee keer, maar bleef kinderloos. Werd opgevolgd door Filips van Anjou. |

### Huis Bourbon (1700-1808)
In het jaar 1700 stierf Karel II. Karels testament noemde de 16 jaar oude Filips, de kleinzoon van Karels zus Maria Theresia van Spanje, als zijn opvolger. Bij een eventuele afwijzing zou de Kroon van Spanje aangeboden worden aan Filips' jongere broer Karel, hertog van Berry, of daarna, aan aartshertog Karel van Oostenrijk.
Beide rechthebbenden, Filips en Karel, hadden een wettelijk recht op de Spaanse troon wegens het feit dat Filips' grootvader, koning Lodewijk XIV van Frankrijk en Karels vader, keizer Leopold I, zonen waren van Karels tantes, Anna van Oostenrijk en Maria Anna van Oostenrijk. Filips had een betere aanspraak op de troon omdat zijn grootmoeder en overgrootmoeder ouder waren dan die van Leopold. Echter, de Oostenrijkse tak beweerde dat Filips grootmoeder afstand had gedaan van de Spaanse troon voor haarzelf en haar nakomelingen als deel van het huwelijkscontract. Dit werd weerlegd door de bewering van de Franse tak dat het op basis was van een bruidsschat die nooit was betaald.
Na een lange raadsvergadering waar de Dauphin sprak in het voordeel van de rechten van zijn zoon, werd er besloten dat Filips de troon zou bestijgen. Naar aanleiding hiervan brak er oorlog uit en aartshertog Karel werd ook uitgeroepen tot koning van Spanje, als Karel III tegenover Filips V. Karel deed afstand van zijn aanspraken op de Spaanse troon in de Vrede van Rastatt van 1714, maar mocht gebruik blijven maken van de stijlen van een Spaanse vorst voor de rest van zijn leven.
| Monarch | Monarch                                              | Regeringsperiode | Opmerkingen |
| ------- | ---------------------------------------------------- | ---------------- | --- |
|         | Filips V (1683-1746) Felipe V                        | 1700-1724        | Hij deed in 1724 afstand van de troon. |
|         | Lodewijk (1707-1724) Luis I                          | 1724             | Koning van Spanje van 14 januari 1724 tot zijn plotselinge dood op 31 augustus 1724, zijn vader werd opnieuw koning. |
|         | Filips V (1683-1746) Felipe V                        | 1724-1746        | Tweede periode koning. Hij bleef nu tot zijn dood koning van Spanje en dat was op 9 juli 1746, toen volgde Ferdinand VI hem op. Hij was ook vader van Karel III.                                                                        |
|         | Ferdinand VI De Voorzichtige (1713-1759) Fernando VI | 1746-1759        | Werd El Prudente (de Voorzichtige) genoemd. Trouwde met de Portugese koningsdochter infante Maria Barbara, dochter van koning Johan V.                                                                                                  |
|         | Karel III (1716-1788) Carlos III                     | 1759-1788        | Halfbroer van Ferdinand VI, zoon van Filips V en Elisabetta Farnese. Trad in het huwelijk met Maria Amalia van Saksen, werd vader van Karel IV en van koning Ferdinand I der Beide Siciliën.                                            |
|         | Karel IV (1748-1819) Carlos IV                       | 1788-1808        | Trad in het huwelijk met Maria Louisa van Bourbon-Parma. Eenmaal koning geworden in 1788, liet hij het regeren over aan zijn vrouw en minister Manuel de Godoy. Hij werd op 19 maart 1808 van de troon gestoten door keizer Napoleon I. |
|         | Ferdinand VII (1784-1833) Fernando VII               | 1808             | Zoon van Karel IV. Werd op 19 maart 1808 koning maar werd op 6 mei 1808 vervangen door de oudere broer van Napoleon, Jozef I. |

### Huis Bonaparte (1808-1813)
De enige vorst van deze dynastie was Jozef, op de troon gezet door zijn broer, keizer Napoleon I van Frankrijk, nadat de koningen Karel IV en Ferdinand VII troonsafstand deden. De titel die gebruikt werd door Jozef was 'Koning van de Spanjaarden en Indië, bij de Gratie van God en de Grondwet van de Staat. Hij kreeg later ook alle titels van de vorige koningen. Een regering die in verzet kwam tegen de Fransen werd opgericht in Cádiz op 25 september 1808, die de gevangengenomen Ferdinand VII bleven erkennen als koning. Deze regering werd diplomatisch erkend als de legitieme Spaanse regering door de Britten en andere landen die met Frankrijk in oorlog waren.
| Monarch | Monarch                | Regeringsperiode | Opmerkingen |
| ------- | ---------------------- | ---------------- | --- |
|         | Jozef (1768-1844) José | 1808-1813        | Hij was getrouwd met Julie Clary die in Spanje bekendstond als koningin Maria Julia. Hij was koning tot 11 december 1813. |

### Huis Bourbon (eerste restauratie) (1813-1868)
De oudste zoon van Karel IV werd op de troon hersteld. Opnieuw was de gebruikte titel Koning van Castilië, León, Aragón, ... bij de Gratie van God
| Monarch | Monarch                                                        | Regeringsperiode | Opmerkingen |
| ------- | -------------------------------------------------------------- | ---------------- | --- |
|         | Ferdinand VII (1784-1833) Fernando VII                         | 1813-1833        | Zoon van Karel IV. Hij trouwde maar liefst vier keer. Eerst met: Maria Antonia van Bourbon-Sicilië, toen met: Maria Isabella van Portugal, daarna met: Maria Josepha van Saksen en als laatste met Maria Christina van Bourbon-Sicilië. Met Maria Christina kreeg hij twee dochters Isabella II en Louisa Fernanda. Hij stierf plotseling op 29 september 1833.                                                   |
|         | Maria Christina van Bourbon-Sicilië (1806-1878) Maria Cristina | 1833-1840        | Was koningin-regentes van Spanje voor haar minderjarige dochtertje Isabella II. Ze was een kleindochter van koning Karel IV van Spanje. |
|         | Isabella II (1830-1904) Isabel II                              | 1833-1868        | Werd koningin in 1833 op 3-jarige leeftijd dankzij het opheffen van de Salische Wet. Trad in het huwelijk met Frans van Assisi, kreeg vier kinderen waaronder Alfons XII. Een oproer in 1866 en de dood van O'Donnell (1867) en Narváez (1868) verzwakten haar positie zodanig, dat ze na een hernieuwde opstand onder Francisco Serrano en Juan Bautista Topete op 30 september 1868 het land moest ontvluchten. |

### Huis Savoye (1870-1873)
Nadat de Spaanse revolutie van 1868 Isabella II had afgezet, werd er een voorlopige regering opgericht en een regentschap onder leiding van Francisco Serrano y Domínguez van 8 oktober 1868 tot 2 januari 1871, terwijl er een nieuwe monarch werd gezocht. Amadeus werd verkozen tot koning en de nieuwe titel die gebruikt werd was Koning van Spanje, bij de Gratie van God en wil van de natie.
| Monarch | Monarch                    | Regeringsperiode | Opmerkingen |
| ------- | -------------------------- | ---------------- | --- |
|         | Amadeus (1845-1890) Amadeo | 1870-1873        | Zoon van Victor Emanuel II van Italië en broer van Umberto I van Italië. Trad op 11 februari 1873 af van de troon, en vluchtte naar Italië. |

## Eerste Spaanse Republiek(1873-1874)
De Eerste Spaanse Republiek ontstond toen het Spaanse parlement op 11 februari 1873 de republiek uitriep na de troonsafstand van koning Amadeus I. Op 29 december 1874, 23 maanden later, werd het koninkrijk hersteld toen brigadegeneraal Arsenio Martínez Campos zijn steun uitsprak voor Alfons XII, waarna de regering uit elkaar viel en Alfons tot koning werd uitgeroepen.

## Koninkrijk Spanje(1874-1931)

### Huis Bourbon (tweede restauratie) (1874-1931)
De oudste zoon van Isabella II werd hersteld tot de troon omdat zij troonsafstand deed ten gunste van hem in 1870. Grondwettelijke koning van Spanje.
| Monarch | Monarch                                                   | Regeringsperiode | Opmerkingen |
| ------- | --------------------------------------------------------- | ---------------- | --- |
|         | Alfons XII (1857-1885) Alfonso XII                        | 1875-1885        | Enige zoon van Isabella II en Frans van Assisi. Werd in 1875 koning van Spanje. Stierf plotseling op 25 november 1885. Hij werd opgevolgd door zijn zoon Alfons XIII, die toen nog geboren moest worden. Koningin Maria Christina van Oostenrijk, was regentes van 1885 tot 1902.    |
|         | Maria Christina van Oostenrijk (1858-1929) María Cristina | 1885-1902        | Was een achterkleindochter van keizer Leopold II en diens vrouw infante Maria Louisa van Spanje. Maria Christina regeerde Spanje als koningin-regentes. |
|         | Alfons XIII (1886-1941) Alfonso XIII                      | 1886-1931        | Werd geboren op 17 mei 1886, zes maanden na de dood van zijn vader. Trad in het huwelijk met Victoria Eugénie van Battenberg. Vanaf 1930 werden de protesten tegen de monarchie steeds feller en de roep om democratie steeds groter. In 1931 deed Alfons XIII afstand van de troon. |

## Tweede Spaanse Republiek(1931-1939)
De Tweede Spaanse Republiek (Spaans: Segunda República Española). Op 14 april 1931 deed koning Alfons XIII troonsafstand en werd de Tweede Spaanse Republiek uitgeroepen (ter onderscheiding van de Eerste Spaanse Republiek). De republiek duurde tot 1939. In september 1936 werd Francisco Largo Caballero, de held van de arbeiders, minister-president. Hierna radicaliseerde de strijd. De nationalisten kozen in 1937 generaal Francisco Franco tot voorzitter van de Junta. Vanaf eind 1938 verloor de republiek steeds meer grondgebied. Op 27 februari 1939 weken de presidenten van Spanje, Baskenland en Catalonië uit naar Frankrijk. Alleen premier Negrin bleef nog enige tijd in Barcelona maar verkoos uiteindelijk ook de ballingschap in Frankrijk. De republiek werd op 15 juli 1939 afgeschaft.

## Spaanse Staat(1936-1975)
Op 1 oktober 1936 werd generaal Francisco Franco uitgeroepen tot staatshoofd (Caudillo) in de delen van Spanje die gecontroleerd werden door de nationalisten (nacionales) nadat de Spaanse Burgeroorlog was uitgebroken. Na het einde van de oorlog op 1 april 1939 nam generaal Franco de macht over in heel Spanje. In 1947 riep Franco de restauratie van de monarchie uit, maar stond de pretendent, Juan de Borbón, graaf van Barcelona, niet toe de troon te bestijgen. In 1969 verklaarde Franco dat Juan Carlos, de zoon van de graaf van Barcelona, zijn opvolger zou zijn. Na de dood van Franco in 1975, volgde Juan Carlos hem op als de koning van Spanje.

## Koninkrijk Spanje(1975-heden)

### Huis Bourbon (derde restauratie) (1975-heden)
De aanspraak van Alfons XIII ging door (omdat zijn twee oudste zonen afstand deden) naar zijn derde zoon, Infant Juan, graaf van Barcelona, die overgeslagen werd ten gunste van zijn zoon, wiens titel Koning van Spanje is. De graaf van Barcelona deed afstand van zijn aanspraken ten gunste van zijn zoon in 1977, twee jaar na de dood van Franco en de troonsbestijging van Juan Carlos.
| Monarch | Monarch              | Regeringsperiode | Opmerkingen |
| ------- | -------------------- | ---------------- | --- |
|         | Juan Carlos I (1938) | 1975-2014        | Kleinzoon van koning Alfons XIII. Trad in het huwelijk met de Griekse prinses Sophia, oudste zuster van de later verdreven Griekse koning Constantijn II. Juan Carlos is de eerste Spaanse koning die abdiceert ten gunste van zijn zoon, sinds koning Filips V in 1724. |
|         | Felipe VI (1968)     | 2014-heden       | Het derde kind en enige zoon van koning Juan Carlos. Trad in het huwelijk met Letizia. Felipe VI is de eerste Spaanse koning die met een burgermeisje trouwde. |